# Mönichwald
Mönichwald – dawna gmina położona w zachodniej Austrii, w Styrii, w powiecie Hartberg. 1 stycznia 2015 została rozwiązana, a teren jej połączono z gminą Waldbach tworząc nową gminę Waldbach-Mönichwald.